# Волицька сільська рада (Славутський район)
Во́лицька сільська́ ра́да — адміністративно-територіальна одиниця та орган місцевого самоврядування у Славутському районі Хмельницької області. Адміністративний центр — село Волиця.

## Загальні відомості
- Територія ради: 3,75 км²
- Населення ради: 888 осіб (станом на 2001 рік)

## Населені пункти
Сільській раді підпорядковані населені пункти:
- с. Волиця
- с. Губельці

## Склад ради
Рада складається з 16 депутатів та голови.
- Голова ради: Власюк Любов Миколаївна
- Секретар ради: Мирончук Тетяна Володимирівна

### Керівний склад попередніх скликань
| Прізвище, ім'я, по батькові | Основні відомості                                                                           | Дата обрання | Дата звільнення |
| --------------------------- | ------------------------------------------------------------------------------------------- | ------------ | --------------- |
| Кирильчук Галина Матвіївна  | Сільський голова, 1956 року народження, позапартійна                                        | 26.03.2006   | 31.10.2010      |
| Власюк Любов Миколаївна     | Сільський голова, 1972 року народження, освіта середня спеціальна, член партії Єдиний Центр | 31.10.2010   |                 |

Примітка: таблиця складена за даними сайту Верховної Ради України

### Депутати
За результатами місцевих виборів 2010 року депутатами ради стали:

#### За суб'єктами висування
| Суб'єкт висування           | Кількість обраних депутатів | %    |
| --------------------------- | --------------------------- | ---- |
| Самовисування               | 11                          | 68,8 |
| Комуністична партія України | 3                           | 18,8 |
| Єдиний Центр                | 1                           | 6,3  |
| Народна партія              | 1                           | 6,3  |

#### За округами
| № округу                    | Прізвище, ім'я, по батькові    | Дата визнання обраним | Освіта             | Партійна приналежність            | Відомості про обраного депутата                       |
| --------------------------- | ------------------------------ | --------------------- | ------------------ | --------------------------------- | ----------------------------------------------------- |
| Єдиний Центр                |                                |                       |                    |                                   |                                                       |
| 2                           | Мирончук Олександр Васильович  | 01.11.2010            | середня            | позапартійний                     | ТОВ «Злагода», директор                               |
| Комуністична партія України |                                |                       |                    |                                   |                                                       |
| 1                           | Парфенюк Лариса Миколаївна     | 01.11.2010            | вища               | член Комуністичної партії України | Губелецька загальноосвітня школа, заступник директора |
| 8                           | Квітка Микола Іванович         | 01.11.2010            | вища               | член Комуністичної партії України | пенсіонер                                             |
| 16                          | Поліщук Леонід Миколайович     | 01.11.2010            | середня            | член Комуністичної партії України | Губелецька загальноосвітня школа, завгосп             |
| Народна Партія              |                                |                       |                    |                                   |                                                       |
| 3                           | Мирончук Тетяна Володимирівна  | 01.11.2010            | вища               | позапартійна                      | Волицька сільська рада, секретар                      |
| Самовисування               |                                |                       |                    |                                   |                                                       |
| 4                           | Комар Микола Юфимович          | 01.11.2010            | вища               | позапартійний                     | пенсіонер                                             |
| 5                           | Гончарук Сергій Степанович     | 01.11.2010            | середня            | член Партії «Демократичний Союз»  | тимчасово не працює                                   |
| 6                           | Гуменюк Анатолій Васильович    | 01.11.2010            | середня спеціальна | позапартійний                     | пенсіонер                                             |
| 7                           | Рудюк Тетяна Григорівна        | 01.11.2010            | середня спеціальна | позапартійна                      | Волицький фельдшерський пункт, фельдшер               |
| 9                           | Хоменко Микола Григорович      | 01.11.2010            | середня            | позапартійний                     | пенсіонер                                             |
| 10                          | Косік Дмитро Вікторович        | 01.11.2010            | середня            | позапартійний                     | Хмельницький район електромереж, слюсар-монтер        |
| 11                          | Герасенко Андрій Анатолійович  | 01.11.2010            | середня            | позапартійний                     | ЗАТ «Будфарфор», будівельник                          |
| 12                          | Косік Іван Іванович            | 01.11.2010            | середня спеціальна | позапартійний                     | Волицька церква, священнослужитель                    |
| 13                          | Кирильчук Ростислав Матвійович | 01.11.2010            | вища               | позапартійний                     | Губелецька загальноосвітня школа, директор            |
| 14                          | Щасливий Сергій Андрійович     | 01.11.2010            | середня            | позапартійний                     | тимчасово не працює                                   |
| 15                          | Колодніцький Анатолій Іванович | 01.11.2010            | вища               | позапартійний                     | Слувутське РБК, начальник відділу                     |

## Господарська діяльність
Основним видом господарської діяльності сільської ради є сільськогосподарське виробництво.

## Населення
За переписом населення України 2001 року в селі мешкали 882 особи.

### Мова
Розподіл населення за рідною мовою за даними перепису 2001 року:
| Мова       | Відсоток |
| ---------- | -------- |
| українська | 99,89 %  |
| російська  | 0,11 %   |